# Nederlands Radar Proefstation
Nederlands Radar Proefstation (NRP), deutsch etwa „Niederländische Radarprüfstelle“, war ein niederländisches Forschungslabor für Hochfrequenztechnik mit Sitz in Noordwijk.

## Geschichte
Die NRP entstand nach dem Zweiten Weltkrieg und dem damit erreichten Ende der deutschen Besatzung der Niederlande. Gegründet wurde sie am 7. Juli 1947 als privates Unternehmen durch Joop van Dijk. Sitz war eine Villa unmittelbar in Strandnähe, die den passenden Namen „Wave Guide“ (Wellenleiter) erhielt.
Zweck war, den Anschluss an die während des Krieges erreichten internationalen Entwicklungen auf dem Gebiet der Radartechnik zu gewinnen. Dies gelang durch enge Zusammenarbeit mit den Alliierten, insbesondere der amerikanischen Central Intelligence Agency (CIA), was dazu führte, dass die NRP in den folgenden vier Jahrzehnten bis in die 1980er-Jahre selbst wertvolle Beiträge liefern konnte und eine Reihe von speziellen Funk- und Radargeräten sowie innovative Abhörgeräte („Wanzen“)  entwickelte.
Bereits in den 1960er-Jahren war im etwa 10 km südöstlich gelegenen Leiden zunächst als Tochtergesellschaft des NRP das Christiaan Huygens Laboratorium (CHL) gegründet worden. Schließlich im Jahr 1993 fusionierten beide und faktisch ging damit das traditionsreiche NRP im heutigen CHL auf.